# Roquecourbe
Roquecourbe – miejscowość i gmina we Francji, w regionie Oksytania, w departamencie Tarn.
Według danych na rok 1990 gminę zamieszkiwało 2266 osób, a gęstość zaludnienia wynosiła 136 osób/km² (wśród 3020 gmin regionu Midi-Pireneje Roquecourbe plasuje się na 150. miejscu pod względem liczby ludności, natomiast pod względem powierzchni na miejscu 689.).